# Сант'Иполито
Сант'Ипо̀лито (на италиански: Sant'Ippolito, на местен диалект Sant'Ipolt, Сант'Иполът) е село и община в Централна Италия, провинция Пезаро и Урбино, регион Марке. Разположено е на 246 m надморска височина. Населението на общината е 1604 души (към 2010 г.).